# 扬·库德贾维
扬·库德贾维（20世纪—），斯洛伐克外交官，2019年至2024年2月担任斯洛伐克共和国驻大韩民国大使，兼辖对朝鲜民主主义人民共和国的外交事务。

## 经历

### 学历
库德贾维曾就学于英国劍橋、法国阿维尼翁、比利时布鲁塞尔等地，1975年进入布拉迪斯拉发经济大学，就读于商学院外贸经济专业，并于1979年毕业。

### 捷克斯洛伐克时期
1980年，任布拉迪斯拉发外贸企业家具出口部木材工会文员，负责与美国、加拿大、日本等国交流。1983年，赴位于布拉格的捷克斯洛伐克外交部任职。1985年，赴海牙任捷克斯洛伐克驻荷兰王国大使馆贸易部经济代表和分析员。1991年，任布拉迪斯拉发外贸企业销售总监，为宜家全球商场出口家具，同年赴布鲁塞尔任捷克斯洛伐克驻欧洲联盟代表团二等秘书。

### 斯洛伐克时期
1993年，任斯洛伐克驻欧盟代表团一等秘书。1996年回布拉迪斯拉发，任职于斯洛伐克外交部欧洲一体化司，翌年升任司长。1998年，任斯洛伐克外交部欧洲事务处处长。2000年，赴海牙任斯洛伐克共和国驻荷兰王国和禁化武组织大使，2005年回任外交部欧洲事务处处长。2007年，赴巴黎任驻法兰西共和国和摩纳哥公国大使馆大使。2010年—2015年间到布鲁塞尔任驻比利时王国和卢森堡大公国大使。2014年—2018年间任斯洛伐克共和国外交和欧洲事务部经济合作科经济外交管理司司长。2019年—2024年间，在首尔任驻大韩民国和朝鲜民主主义人民共和国大使。